# Jalen McDaniels
Jalen Marquis McDaniels (Federal Way, 31 gennaio 1998) è un cestista statunitense, professionista nella NBA.

## Carriera
Dopo un biennio trascorso con i San Diego State Aztecs, nel 2019 si dichiara per il Draft NBA, venendo chiamato con la 52ª scelta assoluta dagli Charlotte Hornets.

### Philadelphia 76ers (2023-)
Dopo quasi quattro anni passati a Charlotte passa ai 76ers.

## Statistiche

### NCAA
| Anno      | Squadra     | PG | PT | MP   | TC%  | 3P%  | TL%  | RP  | AP  | PRP | SP  | PP   |
| --------- | ----------- | -- | -- | ---- | ---- | ---- | ---- | --- | --- | --- | --- | ---- |
| 2017-2018 | SDSU Aztecs | 33 | 21 | 24,7 | 58,6 | 21,1 | 78,8 | 7,5 | 0,9 | 0,8 | 0,6 | 10,5 |
| 2018-2019 | SDSU Aztecs | 34 | 34 | 31,1 | 46,6 | 32,0 | 73,2 | 8,3 | 2,1 | 1,1 | 0,5 | 15,9 |
| Carriera  | Carriera    | 67 | 55 | 27,9 | 50,4 | 29,8 | 75,8 | 7,9 | 1,5 | 1,0 | 0,5 | 13,2 |

#### Massimi in carriera
- Massimo di punti: 30 vs Nevada-Las Vegas (26 gennaio 2019)[3]
- Massimo di rimbalzi: 15 vs Illinois State (1º dicembre 2018)
- Massimo di assist: 5 (2 volte)
- Massimo di palle rubate: 5 vs Nevada-Las Vegas (26 gennaio 2019)
- Massimo di stoppate: 3 (2 volte)
- Massimo di minuti giocati: 39 vs Illinois State (1º dicembre 2018)

### NBA

#### Regular Season
| Anno      | Squadra            | PG  | PT | MP   | TC%  | 3P%  | TL%  | RP  | AP  | PRP | SP  | PP   |
| --------- | ------------------ | --- | -- | ---- | ---- | ---- | ---- | --- | --- | --- | --- | ---- |
| 2019-2020 | Charlotte Hornets  | 16  | 0  | 18,3 | 47,1 | 37,5 | 82,4 | 4,1 | 0,8 | 0,5 | 0,2 | 5,6  |
| 2020-2021 | Charlotte Hornets  | 47  | 18 | 19,2 | 46,8 | 33,3 | 70,3 | 3,6 | 1,1 | 0,6 | 0,4 | 7,4  |
| 2021-2022 | Charlotte Hornets  | 55  | 2  | 16,3 | 48,4 | 38,0 | 73,6 | 3,1 | 1,1 | 0,5 | 0,4 | 6,2  |
| 2022-2023 | Charlotte Hornets  | 56  | 21 | 26,7 | 44,7 | 32,2 | 84,6 | 4,8 | 2,0 | 1,2 | 0,5 | 10,6 |
| 2022-2023 | Philadelphia 76ers | 24  | 3  | 17,5 | 48,8 | 40,0 | 82,4 | 3,2 | 0,8 | 0,7 | 0,2 | 6,7  |
| 2023-2024 | Toronto Raptors    | 50  | 1  | 10,8 | 34,4 | 16,9 | 73,0 | 1,6 | 0,7 | 0,4 | 0,1 | 3,4  |
| 2024-2025 | Wash. Wizards      | 4   | 0  | 1,8  | -    | -    | -    | 0,0 | 0,3 | 0,3 | 0,0 | 0,0  |
| Carriera  | Carriera           | 252 | 45 | 18,1 | 44,9 | 32,2 | 77,7 | 3,3 | 1,2 | 0,7 | 0,3 | 6,7  |

#### Playoffs
| Anno     | Squadra            | PG | PT | MP   | TC%  | 3P%  | TL% | RP  | AP  | PRP | SP  | PP  |
| -------- | ------------------ | -- | -- | ---- | ---- | ---- | --- | --- | --- | --- | --- | --- |
| 2023     | Philadelphia 76ers | 7  | 0  | 14,4 | 40,0 | 33,3 | -   | 2,3 | 0,7 | 0,1 | 0,0 | 2,7 |
| Carriera | Carriera           | 7  | 0  | 14,4 | 40,0 | 33,3 | -   | 2,3 | 0,7 | 0,1 | 0,0 | 2,7 |

#### Massimi in carriera
- Massimo di punti: 26 vs Boston Celtics (16 gennaio 2023)[4]
- Massimo di rimbalzi: 12 vs Detroit Pistons (4 maggio 2021)
- Massimo di assist: 6 vs Los Angeles Clippers (5 dicembre 2022)
- Massimo di palle rubate: 5 (2 volte)
- Massimo di stoppate: 2 (17 volte)
- Massimo di minuti giocati: 44 vs Atlanta Hawks (7 aprile 2023)

### NBA G-League
| Anno      | Squadra          | PG | PT | MP   | TC%  | 3P%  | TL%  | RP   | AP  | PRP | SP  | PP   |
| --------- | ---------------- | -- | -- | ---- | ---- | ---- | ---- | ---- | --- | --- | --- | ---- |
| 2019-2020 | Greens. Swarm    | 31 | 31 | 32,0 | 44,4 | 38,3 | 82,8 | 7,6  | 2,3 | 1,9 | 1,1 | 15,9 |
| 2020-2021 | Greens. Swarm    | 2  | 2  | 38,0 | 42,9 | 14,3 | 81,8 | 11,5 | 3,0 | 1,5 | 2,0 | 20,0 |
| 2024-2025 | Capital C. Go-Go | 38 | 38 | 30,5 | 45,3 | 34,7 | 78,7 | 7,3  | 2,4 | 1,0 | 1,0 | 13,4 |
| Carriera  | Carriera         | 71 | 71 | 31,3 | 44,5 | 35,4 | 80,5 | 7,6  | 2,4 | 1,4 | 1,0 | 14,7 |